# Advance (Indiana)
Advance è una città degli Stati Uniti d'America, nella Contea di Boone, nello Stato dell'Indiana.
La popolazione era di 562 abitanti nel censimento del 2000.